# Stereo MCs
Stereo MC's es un grupo inglés de  indie pop y chillwave. Son conocidos por su éxito internacional «Connected» lanzado en 1992. El libro Guinness Rockopedia los describió como "the big boys" del rap británico.

## Historia

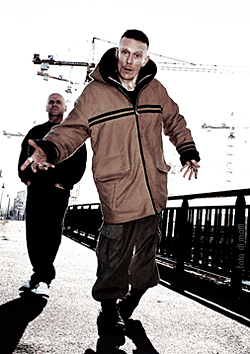
Stereo MCs 2005 en Berlín.

El dúo en el comienzo, tuvo su estudio de grabación llamado Gee Street. Durante uno de sus trabajos, decidieron grabar su primer álbum 33-45-78, junto con DJ Cesare y el vocalista Cath Coffey. Al año siguiente, la canción Elevate My Mind, fue el primer éxito de hip-hop inglés en los listas musicales estadounidenses.
En sus comienzos lanzaron varias remezclas bajo el alias Ultimatum. En 1998 remezclaron la canción "Frozen" de Madonna y "Brain" de Jungle Brothers con las cuales ganaron cierta aceptación en la escena musical.

## Integrantes
- "Rob B": voz
- "The Head": sintetizadores, sampler, caja de ritmos y turntables
- "Owen If": batería

## Discografía

### Álbumes
- 33-45-78 (1989)
- The Stereo MCs [EP] (1990)
- Supernatural (1990)
- Connected (1992)
- DJ-Kicks: Stereo MCs (mezclas por los Stereo MCs) (2000)
- Deep Down And Dirty (2001)
- Retroactive (2003) ('best of' compilación)
- Paradise (2005)
- Live at the BBC (2008)
- Double Bubble (2008)
- Emperor´s Nightingale (2011)

### Sencillos
- "What Is Soul?" (1988)
- "Lyrical Machine" (1989)
- "Elevate My Mind" (1991) #39 US[3]
- "Lost in Music" (1991) #1 EUA Dance[3]
- "Connected" (1992) #18 UK,[4] #20 US, #5 US Modern Rock[3]
- "Step It Up" (1992) #12 UK,[4] #58 US, #16 US Modern Rock[3]
- "Ground Level" (1993) #19 UK
- "Creation" (1993) #19 UK
- "Deep Down And Dirty" (2001) #17 UK
- "Warhead" (2005)
- "Paradise" (2005)
- "Black Gold" (2008)
- "Boy" (feat. Jamie Cullum) (2011)